# セナド広場

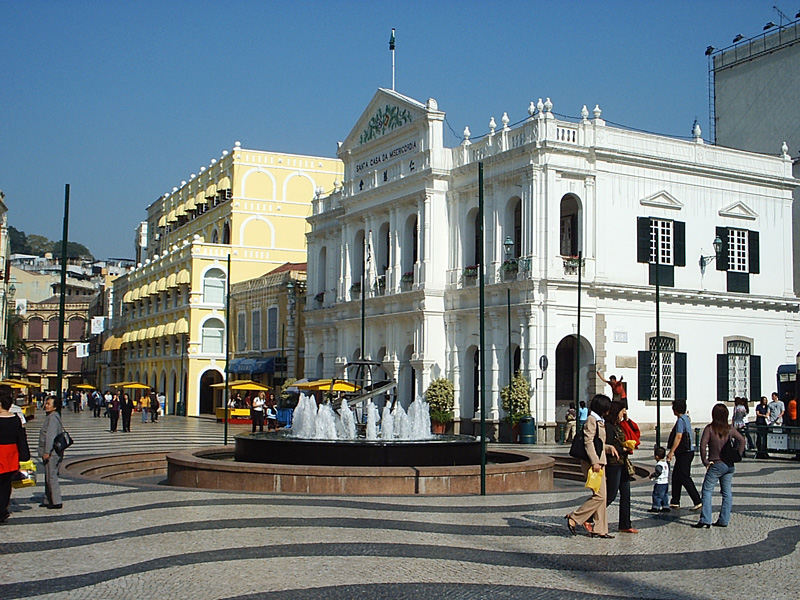
日中のセナド広場

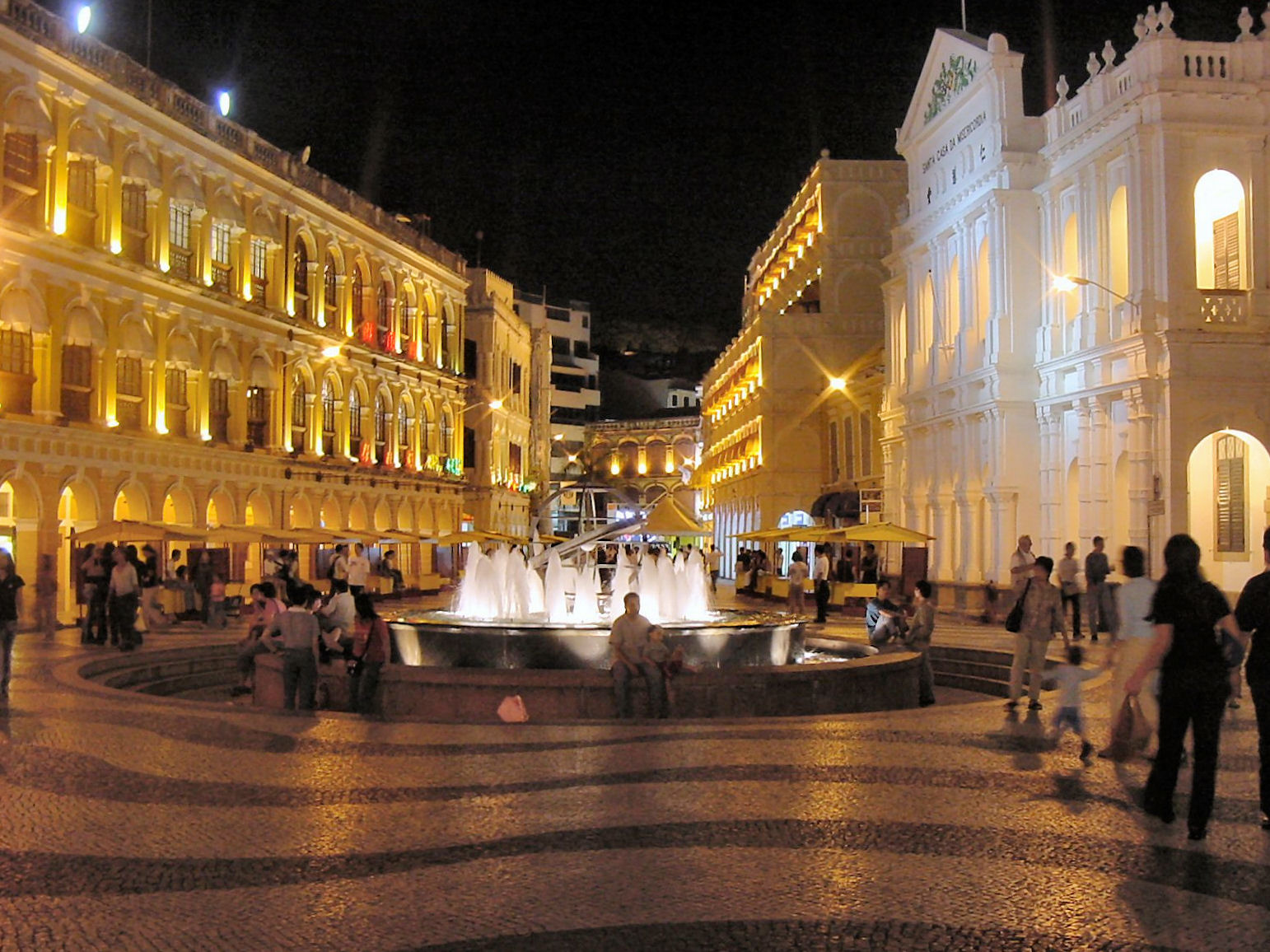
セナド広場

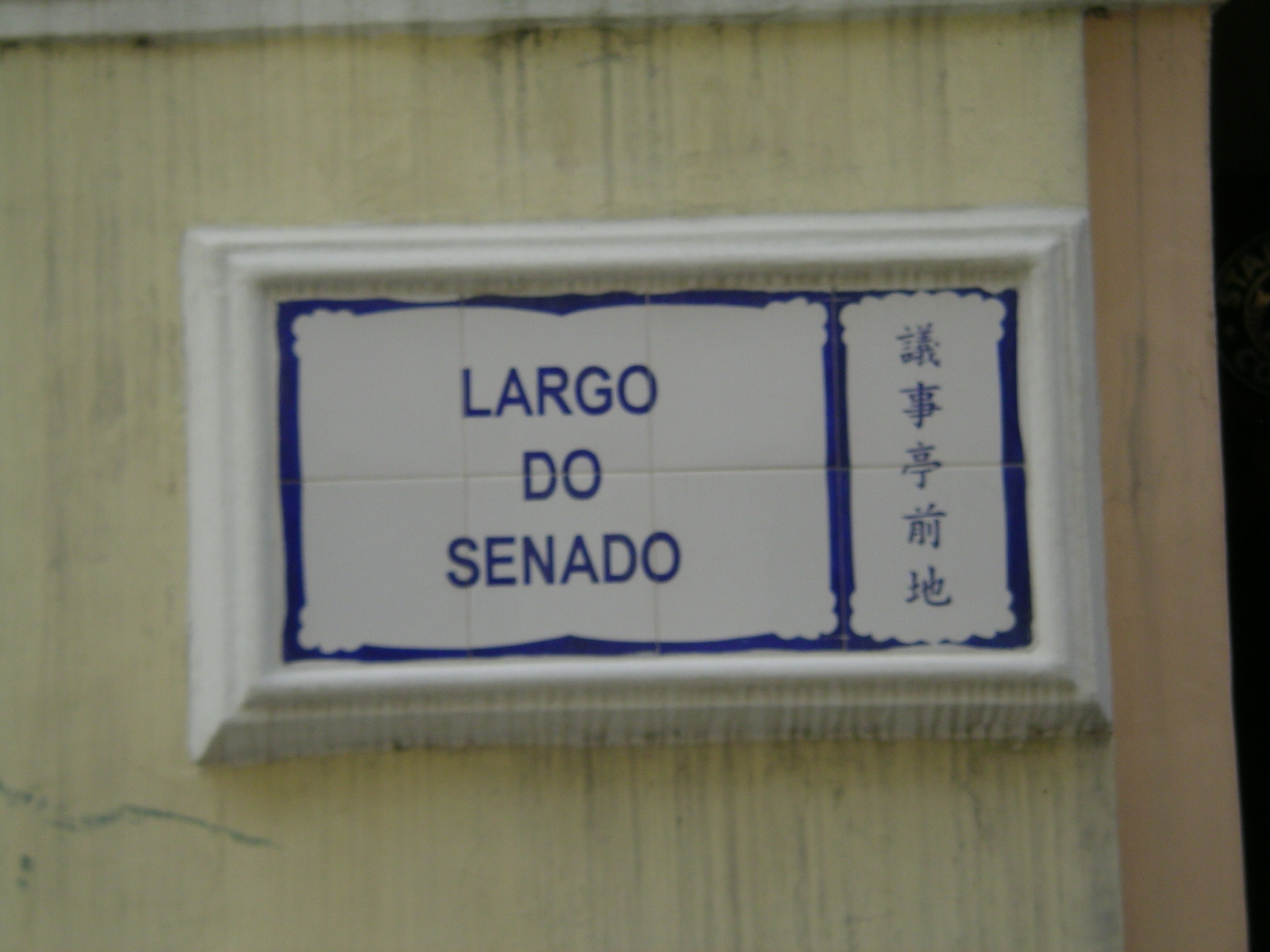
ポルトガル語と中国語の看板

セナド広場 (Senado Square, ポルトガル語: Largo do Senado; 中国語: 議事亭前地, 広東語 ピン音:  Yíh Sih Tìhng Chìhn Deih) は、中国、マカオの大堂区にある広場であり、ユネスコ世界遺産にも登録されている。長い三角形の形状で、一端は聖ドミンゴ広場に、反対側は新馬路に面する。面積は3,700㎡。

## 歴史
広場の名前は、16世紀から18世紀にかけて中国人とポルトガル人が会したレアル・セナド（ポルトガル語で「忠順なる議会」の意）がここに面して置かれていたことに由来する。現在、レアル・セナドがあった場所には民政総署大楼が存在する。1940年、広場の中央に小さな庭園がつくられ、ヴィセンテ・ニコラ・デ・メスキータのブロンズ像が立った。一二・三事件の勃発後、殉死した多くの中国兵に配慮し、像は撤去された。今日ではその場所に噴水がつくられている。
広場の周囲を囲む主な建物はヨーロッパ様式であり、多くが歴史的建造物として保存されている。過去には車両の乗り入れが可能で駐車場が存在した時期もあったが、観光客の増加にともない、1990年代前半にポルトガル式歩道に造り替えられ、歩行者空間となっている。
祝賀行事、フリーマーケット、パフォーマンスなど、マカオの大規模イベントが広場で開催された。昔は、マカオ政府が軍隊を置いていた。1950年代から1960年代にかけては数多くの香港映画に登場している。
2005年に大西洋銀行が発行した100パタカ札の表面にはセナド広場が描かれた。

## 建築物
- 仁慈堂大楼
- 新中央ホテル
- マカオ総合郵便局
- 民政総署大楼